# Michael Cheika
Michael A. Cheika (Sídney, 4 de marzo de 1967) es un exjugador y entrenador australiano de rugby que se desempeñaba como octavo.
Se desempeñó como asistente de Mario Ledesma en Los Pumas. En 2015 ganó el premio al Mejor entrenador del Mundo.

## Entrenador de Australia
En octubre de 2014 fue nombrado entrenador de los Wallabies, Cheika continuo al frente de los NSW Waratahs hasta 2015. Uno de sus colaboradores como entrenador de scrum fue el exjugador de rugby en la posición de hooker, el argentino Mario Ledesma.

### Participaciones en Copas del Mundo
| Mundial                       | Sede       | Equipo    | Resultado        | PJ | PG | PE | PP | Pts + | Pts - |
| ----------------------------- | ---------- | --------- | ---------------- | -- | -- | -- | -- | ----- | ----- |
| Copa Mundial de Rugby de 2015 | Inglaterra | Australia | Subcampeón       | 7  | 6  | 0  | 1  | 222   | 118   |
| Copa Mundial de Rugby de 2019 | Japón      | Australia | Cuartos de final | 5  | 3  | 0  | 2  | 152   | 108   |

## Vida personal
Cheika es hijo de migrantes libaneses. Es el menor de tres hijos y creció en un hogar de clase trabajadora en Coogee, Nueva Gales del Sur. Anteriormente trabajó para la diseñadora de vestidos Collette Dinnigan, antes de iniciar su propio negocio de moda multimillonario llamado Live Fashion. Cheika habla árabe, francés e italiano con fluidez. Era conocido entre la fraternidad del rugby de Leinster como Mic Check 1–2, una alusión humorística a su nombre, la banda de Craig McLachlan y su afán de que todos los aspectos de la preparación fueran escrutados y revisados antes del día del partido.
Cheika se casó en junio de 2008. Él y su esposa Stephanie tienen cuatro hijos. Es fan del equipo de rugby league South Sydney Rabbitohs y es primo segundo de Adam Doueihi.

## Palmarés
- Campeón del The Rugby Championship de 2015.
- Campeón de la Copa de Campeones de 2008/09.
- Campeón del Super Rugby de 2014.
- Campeón de la Celtic League de 2007-08.